# 조민석 (건축가)
조민석(1966년~)은 대한민국의 건축가이다. 현재 건축사무소 매스스터디스의 대표이다.
2014년 제14회 베네치아 비엔날레 국제건축전에서 황금사자상을 수상했다.